# Die Ratten
Die Ratten és una pel·lícula dramàtica alemanya de 1955 dirigida per Robert Siodmak. Era una adaptació de l'obra homònima de Gerhart Hauptmann de 1911, però la trama de la qual va ser portada a la dècada dels 50, just després de la Segona Guerra Mundial.El film va aconseguir l'Os d'Or al 5è Festival Internacional de Cinema de Berlín de 1955.

## Argument
Berlín a principis de la dècada dels 50, la jove polonesa Pauline Karka arriba a la ciutat per a anar a Alemanya Occidental. Està embarassada i no té una llar permanent. Quan Pauline coneix a la propietària de la bugaderia, Anna John, Pauline té esperances. Anna John no té fills i fa un arranjament amb Pauline. Ella cuidarà de la nena fins que neixi i prendrà al nen com a propi. El nen neix i Pauline torna amb la Sra. John per a acomiadar-se del nen abans d'anar-se a Alemanya Occidental. No obstant això, Anna John li nega a retornar-li al nen. En la seva angoixa, Pauline vol segrestar el nen, però sense adonar-se s'emporta al nen malalt de la veïna, la Sra. Knobbe. La Sra. John contracta el seu germà Bruno per a trobar i matar a Pauline. Durant l'intent d'assassinat, Pauline mata a Bruno amb una pedra. Després de la mort del seu germà, la Sra. John es lliura a la policia i admet la seva culpabilitat.

## Repartiment
- Maria Schell – Pauline Karka
- Curd Jürgens – Bruno Mechelke
- Heidemarie Hatheyer – Anna John
- Gustav Knuth – Karl John
- Ilse Steppat – Frau Knobbe
- Fritz Rémond – Harro Hassenreuter
- Barbara Rost – Selma Knobbe
- Hans Bergmann
- Walter Bluhm
- Carl de Vogt
- Erich Dunskus
- Karl Hellmer
- Manfred Meurer
- Edith Schollwer
- Lou Seitz
- Hans Stiebner